# Santmargats
Le sum de Santmargats (mongol : ᠰᠠᠩᠲᠤᠮᠠᠷᠭᠠᠴᠠ
ᠰᠤᠮᠤ, cyrillique : Сантмаргац сум, MNS : Santmargats sum) est situé dans l'aïmag (ligue) de Zavkhan, en Mongolie. Sa population était de 2 101 habitants en 2005.